# Sayed Ahmad Zia Muzafari
Sayed Ahmad Zia Muzafari (* in Afghanistan) ist ein ehemaliger afghanischer Fußballtrainer und heutiger  -funktionär.
Zwischen 1980 und 1981 war Muzafari Trainer der afghanischen Nationalmannschaft. Seit 2005 ist er der Generalsekretär des Nationalen Olympischen Komitees Afghanistans und besetzte die gleiche Position bei der Afghanistan Football Federation.